# Kyperská rallye 2003
Kyperská rallye 2003 byla sedmou soutěží Mistrovství světa v rallye 2003. Vyhrál zde Petter Solberg s vozem Subaru Impreza WRC. Soutěž měla 18 rychlostních zkoušek o délce 340,6 km. Do cíle dorazilo 17 posádek z 51 přihlášených.

## Průběh soutěže
Soutěž byla poznamenána velkým odstoupením továrních posádek. Jediný tým Citroën Sport měl v cíli klasifikované všechny tři vozy, ostatní týmy vždy jen po jednom jezdci. Škoda Motorsport zde naposledy startoval s vozy Škoda Octavia WRC. Na prvním testu zajel s tímto vozem třetí čas Didier Auriol.

## Výsledky
1. Petter Solberg, Phil Mills - Subaru Impreza WRC
2. Harri Rovanperä, Risto Pietilainen - Peugeot 206 WRC
3. Sebastien Loeb, Daniel Elena - Citroën Xsara WRC
4. Colin McRae, Derek Ringer - Citroen Xsara WRC
5. Carlos Sainz, Marc Marti - Citroen Xsara WRC
6. Mikko Hirvonen, Jarmo Lehtinen - Ford Focus RS WRC
7. Armin Schwarz, Manfred Hiemer - Hyundai Accent WRC
8. Alistair Ginley, Rory Kennedy - Ford Focus RS WRC
9. Toshihiro Arai, Toni Sircombe - Subaru Impreza WRX
10. Martin Rowe, Trevor Agnew - Subaru Impreza WRX STi